# America's Next Top Model
America's Next Top Model (abreviado como ANTM y Top Model; en español: La siguiente supermodelo americana) es un programa de telerrealidad estadounidense y una competencia interactiva en la cual una serie de aspirantes a modelo compiten por el título de «America's Next Top Model» y una oportunidad para iniciar su carrera en la industria del modelaje. Creada y producida por Tyra Banks, quien también se desempeña como productora ejecutiva, y desarrollado por Ken Mok y Kenya Barris, el programa se estrenó en mayo de 2003 y se emitió semestralmente hasta 2012, y luego anualmente a partir de 2013. Las primeras seis temporadas (conocidas como «ciclos») fueron transmitidas por UPN, antes de que UPN fusionara The WB para crear The CW en 2006. Los siguientes dieciséis ciclos se emitieron en The CW hasta que la serie fue cancelada por primera vez en octubre de 2015. El programa ha sido revivido desde entonces, con el ciclo 23 que actualmente se emite en VH1. La serie fue uno de los programas de mejor calificación en UPN, y fue el programa de mejor calificación en The CW de 2007 a 2010.  Los auspiciadores pagaron $61.315 dólares por ranura de 30 segundos durante las temporadas de televisión de 2011-12, el más alto de cualquier serie en The CW.
Los primeros 22 ciclos de la serie y el ciclo 24 fueron presentados por Banks, mientras que el ciclo 23 fue presentado por Rita Ora. La serie también emplea un panel de dos o tres jueces adicionales, un director creativo y un entrenador de pasarela.
Los ciclos 1-16, 19 y 23-24 consistieron cada uno en un elenco de entre 10 a 15 participantes femeninas sin participación previa en el programa. El elenco del ciclo 17 consistió en su totalidad en exparticipantes, mientras que el ciclo 18 tuvo siete nuevas concursantes y siete exparticipantes de Britain's Next Top Model. Los ciclos 20-22 presentaron concursantes masculinos en el concurso, logrando haber dos ganadores masculinos. Hasta abril de 2018, 24 personas han ganado la competencia. Los ganadores suelen recibir un desplegado en una revista y un contrato con una agencia de modelos, entre otros premios.
El programa es la creadora de la franquicia Top Model. Más de 30 versiones del programa han sido producidas internacionalmente.

## Antecedentes
Se anunció el 25 de enero de 2006 que Top Model formaría parte de la nueva red The CW, una fusión entre UPN y The WB, cuando el séptimo ciclo se inició en septiembre, al aire los miércoles. La serie se convirtió en el primer programa entre la programación regular al aire en la cadena. Antes del anuncio de la fusión con The WB, UPN se había comprometido a renovar la serie a través de su noveno ciclo el 20 de enero de 2006, para lo cual el casting se llevó a cabo a mediados de 2006. America's Next Top Model es el único programa que quedó en la cadena que fue originalmente de UPN.
El 21 de julio de 2006, los escritores de America's Next Top Model entraron en huelga mientras trabajaban en el ciclo 7, que se estrenó en la nueva cadena The CW en septiembre de 2006. Los escritores buscaron representación a través del Writers Guild of America West, lo que les permitiría salarios regulados, acceso a seguro de salud portátil y beneficios de pensión. Estos beneficios serían similares a los dados a los escritores en los guiones de los programas. La huelga fue el foco de un gran mitin de escritores de Hollywood coincidiendo con el estreno de la nueva cadena televisiva, el 20 de septiembre de 2006. La disputa fue narrada en una entrevista el 24 de julio en el sitio web Television Without Pity con Daniel J. Blau, un ex-recapeador en el sitio que cubrió la serie, y en ese momento era un productor de America's Next Top Model. En noviembre de 2006, los escritores en huelga fueron retirados de la nómina.
Para celebrar su décimo ciclo, America's Next Top Model emitió una entrega especial llamada America's Next Top Model: Exposed, con dos capítulos en The CW el miércoles 6 y 13 de febrero de 2008. Revisó las mejores peleas, contratiempos y las sesiones de fotos más memorables, personalidades, momentos definitivos y contenía otros segmentos sobre el espectáculo desde los ciclos 1 al 9, también ofreció una apertura especial fusionando las tres aperturas juntas. Camille McDonald (ciclos 2 y 17), Toccara Jones (ciclo 3), Eva Pigford (ganadora del ciclo 3), Bre Scullark (ciclos 5 y 17), Cassandra Whitehead (ciclo 5), Joanie Dodds (ciclo 6), Jael Strauss (ciclo 8), Dionne Walters (ciclo 8), Heather Kuzmich (ciclo 9), y Bianca Golden (ciclos 9 y 17) regresaron para comentar los acontecimientos que ocurrieron en sus propios u otros ciclos.
Después de anunciar que la temporada 17 sería una versión de All-Stars, Banks dijo enfrente de The CW en mayo de 2011, que no habría una temporada «normal» más en el programa. Con el inicio del decimoctavo ciclo de la Invasión Británica, el programa se convirtió a alta definición, convirtiéndose en el penúltimo programa en el horario estelar de las cinco principales redes de radiodifusión de habla inglesa en los Estados Unidos por hacer el cambio, y el último al aire en la temporada regular en hacerlo.
El programa es sindicado a la división de cable de NBCUniversal, con Oxygen así como en Style Network llevando la serie, por lo general en forma de maratón a lo largo del período diurno en cualquiera de las redes, y que atraviesan la mayor parte o un ciclo completo. Bravo, MTV y VH1 también han emitido la serie en el pasado. E! también transmite actualmente repeticiones de ANTM.

## Formato

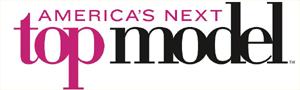
Logotipo del programa utilizado desde 2003 a 2015.

Cada temporada de America's Next Top Model tiene de 9 a 16 episodios y comienza con 10 a 16 concursantes. Los concursantes son juzgados semanalmente sobre su apariencia general, la participación en los retos y la mejor foto de la sesión fotográfica de esa semana; cada episodio, se elimina a un concursante, aunque en raros casos se dio una doble eliminación o no hubo eliminación por consenso del panel de jueces. Los cambios de imagen se administran a los concursantes a principios de la temporada (generalmente después de la primera o segunda eliminación en las finales) y un viaje a un destino internacional está programado alrededor de dos tercios de la temporada.

## Jueces y otros miembros
El programa emplea un panel de jueces que critican el progreso de los concursantes a lo largo de la competencia. A lo largo de su transmisión, el programa ha empleado a diecisiete jueces diferentes. El panel original estaba formado por Banks (quien también se desempeña como presentadora), Janice Dickinson, Kimora Lee Simmons y Beau Quillian. Quillian y Simmons fueron reemplazados por Nigel Barker y Eric Nicholson en el ciclo 2, antes de que Nicholson fuera reemplazado por Nolé Marin en el ciclo 3. Después del ciclo 4, Marin y Dickinson fueron reemplazados por J. Alexander y Twiggy en el ciclo 5. Paulina Porizkova se unió al panel en el ciclo 10, reemplazando de Twiggy. Después del ciclo 12, Porizkova fue despedida por Banks y el panel quedó con tres jueces (Banks, Alexander y Barker) en el ciclo 13. En el ciclo 14, Alexander abandonó el panel y fue reemplazado por André Leon Talley, pero continuó como la serie entrenador de pasarela. En el ciclo 18, Kelly Cutrone reemplazó a Talley. Después del ciclo 18, Banks despidió a los antiguos miembros del elenco, Barker, Alexander y el director de fotografía Jay Manuel. Barker fue reemplazado por Rob Evans en el ciclo 19, y Manuel por Johnny Wujek. Alexander regresó al panel en el ciclo 21 en lugar de Evans. Para el ciclo 23, todo el panel, incluidos Banks, fue reemplazado por Rita Ora, Ashley Graham, Drew Elliott y Law Roach, mientras que Stacey McKenzie reemplazó a Alexander como entrenadora de pasarela. Para el ciclo 24, Banks volvió como juez principal y presentadora, reemplazando a Ora, mientras que el resto del personal se mantuvo sin cambios.
En los primeros dieciocho ciclos, un juez invitado adicional fue llevado al panel cada semana. Para los ciclos diecinueve y veinte, el voto del público estuvo representado en el panel por Bryanboy. Para el ciclo veintiuno, la votación del público simplemente se presentó en la pantalla durante los llamados.
Aunque no fue juez, Jay Manuel fue el director creativo durante las sesiones fotográficas de los concursantes durante los primeros dieciocho ciclos. Durante los siglos diecinueve y veinte, Johnny Wujek reemplazó a Manuel como el director creativo de todas los sesiones. Yu Tsai reemplazó a Wujek en los ciclos veintiuno y veintidós. Elliot se desempeñó como juez y director creativo en el ciclo 23 y 24.

### Lista de jueces
Clave de color:
| Principal | Invitado | Recurrente |

| Miembro del elenco       | Temporada     | Temporada     | Temporada     | Temporada     | Temporada     | Temporada     | Temporada     | Temporada     | Temporada     | Temporada     | Temporada     | Temporada     | Temporada     | Temporada     | Temporada     | Temporada     | Temporada     | Temporada     | Temporada     | Temporada     | Temporada     | Temporada     | Temporada     | Temporada     |
| Miembro del elenco       | 1             | 2             | 3             | 4             | 5             | 6             | 7             | 8             | 9             | 10            | 11            | 12            | 13            | 14            | 15            | 16            | 17            | 18            | 19            | 20            | 21            | 22            | 23            | 24            |
| Presentadoras            | Presentadoras | Presentadoras | Presentadoras | Presentadoras | Presentadoras | Presentadoras | Presentadoras | Presentadoras | Presentadoras | Presentadoras | Presentadoras | Presentadoras | Presentadoras | Presentadoras | Presentadoras | Presentadoras | Presentadoras | Presentadoras | Presentadoras | Presentadoras | Presentadoras | Presentadoras | Presentadoras | Presentadoras |
| ------------------------ | ------------- | ------------- | ------------- | ------------- | ------------- | ------------- | ------------- | ------------- | ------------- | ------------- | ------------- | ------------- | ------------- | ------------- | ------------- | ------------- | ------------- | ------------- | ------------- | ------------- | ------------- | ------------- | ------------- | ------------- |
| Tyra Banks               |               |               |               |               |               |               |               |               |               |               |               |               |               |               |               |               |               |               |               |               |               |               |               |               |
| Rita Ora                 |               |               |               |               |               |               |               |               |               |               |               |               |               |               |               |               |               |               |               |               |               |               |               |               |
| Jueces                   |               |               |               |               |               |               |               |               |               |               |               |               |               |               |               |               |               |               |               |               |               |               |               |               |
| Janice Dickinson         |               |               |               |               |               |               |               |               |               |               |               |               |               |               |               |               |               |               |               |               |               |               |               |               |
| Kimora Lee Simmons       |               |               |               |               |               |               |               |               |               |               |               |               |               |               |               |               |               |               |               |               |               |               |               |               |
| Beau Quillian            |               |               |               |               |               |               |               |               |               |               |               |               |               |               |               |               |               |               |               |               |               |               |               |               |
| Nigel Barker             |               |               |               |               |               |               |               |               |               |               |               |               |               |               |               |               |               |               |               |               |               |               |               |               |
| Eric Nicholson           |               |               |               |               |               |               |               |               |               |               |               |               |               |               |               |               |               |               |               |               |               |               |               |               |
| Nolé Marin               |               |               |               |               |               |               |               |               |               |               |               |               |               |               |               |               |               |               |               |               |               |               |               |               |
| J. Alexander             |               |               |               |               |               |               |               |               |               |               |               |               |               |               |               |               |               |               |               |               |               |               |               |               |
| Twiggy                   |               |               |               |               |               |               |               |               |               |               |               |               |               |               |               |               |               |               |               |               |               |               |               |               |
| Paulina Porizkova        |               |               |               |               |               |               |               |               |               |               |               |               |               |               |               |               |               |               |               |               |               |               |               |               |
| André Leon Talley        |               |               |               |               |               |               |               |               |               |               |               |               |               |               |               |               |               |               |               |               |               |               |               |               |
| Kelly Cutrone            |               |               |               |               |               |               |               |               |               |               |               |               |               |               |               |               |               |               |               |               |               |               |               |               |
| Bryanboy                 |               |               |               |               |               |               |               |               |               |               |               |               |               |               |               |               |               |               |               |               |               |               |               |               |
| Rob Evans                |               |               |               |               |               |               |               |               |               |               |               |               |               |               |               |               |               |               |               |               |               |               |               |               |
| Ashley Graham            |               |               |               |               |               |               |               |               |               |               |               |               |               |               |               |               |               |               |               |               |               |               |               |               |
| Drew Elliott             |               |               |               |               |               |               |               |               |               |               |               |               |               |               |               |               |               |               |               |               |               |               |               |               |
| Law Roach                |               |               |               |               |               |               |               |               |               |               |               |               |               |               |               |               |               |               |               |               |               |               |               |               |
| Directores creativos     |               |               |               |               |               |               |               |               |               |               |               |               |               |               |               |               |               |               |               |               |               |               |               |               |
| Jay Manuel               |               |               |               |               |               |               |               |               |               |               |               |               |               |               |               |               |               |               |               |               |               |               |               |               |
| Johnny Wujek             |               |               |               |               |               |               |               |               |               |               |               |               |               |               |               |               |               |               |               |               |               |               |               |               |
| Yu Tsai                  |               |               |               |               |               |               |               |               |               |               |               |               |               |               |               |               |               |               |               |               |               |               |               |               |
| Drew Elliott             |               |               |               |               |               |               |               |               |               |               |               |               |               |               |               |               |               |               |               |               |               |               |               |               |
| Entrenadores de pasarela |               |               |               |               |               |               |               |               |               |               |               |               |               |               |               |               |               |               |               |               |               |               |               |               |
| J. Alexander             |               |               |               |               |               |               |               |               |               |               |               |               |               |               |               |               |               |               |               |               |               |               |               |               |
| Stacey McKenzie          |               |               |               |               |               |               |               |               |               |               |               |               |               |               |               |               |               |               |               |               |               |               |               |               |

## Temporadas
Los Ángeles ha sido el principal lugar de rodaje de la mayoría de las temporadas. Las primeras tres temporadas del programa se filmaron en la ciudad de Nueva York, junto con las temporadas 10, 12, 14 y 23.
| Temporada | Temporada | Episodios | Episodios | Emisión original         | Emisión original        | Emisión original | Concursantes | Ganador(a)        | Subcampeón(a)          |
| Temporada | Temporada | Episodios | Episodios | Primera emisión          | Última emisión          | Cadena           | Concursantes | Ganador(a)        | Subcampeón(a)          |
| --------- | --------- | --------- | --------- | ------------------------ | ----------------------- | ---------------- | ------------ | ----------------- | ---------------------- |
|           | 1         | 9         | 9         | 20 de mayo de 2003       | 15 de julio de 2003     | UPN              | 10           | Adrianne Curry    | Shannon Stewart        |
|           | 2         | 11        | 11        | 13 de enero de 2004      | 23 de marzo de 2004     | UPN              | 12           | Yoanna House      | Mercedes Scelba-Shorte |
|           | 3         | 13        | 13        | 22 de septiembre de 2004 | 15 de diciembre de 2004 | UPN              | 14           | Eva Pigford       | Yaya DaCosta           |
|           | 4         | 13        | 13        | 2 de marzo de 2005       | 18 de mayo de 2005      | UPN              | 14           | Naima Mora        | Kahlen Rondot          |
|           | 5         | 13        | 13        | 21 de septiembre de 2005 | 7 de diciembre de 2005  | UPN              | 13           | Nicole Linkletter | Nik Pace               |
|           | 6         | 13        | 13        | 8 de marzo de 2006       | 17 de mayo de 2006      | UPN              | 13           | Danielle Evans    | Joanie Dodds           |
|           | 7         | 13        | 13        | 20 de septiembre de 2006 | 6 de diciembre de 2006  | The CW           | 13           | CariDee English   | Melrose Bickerstaff    |
|           | 8         | 13        | 13        | 28 de febrero de 2007    | 16 de mayo de 2007      | The CW           | 13           | Jaslene Gonzalez  | Natasha Galkina        |
|           | 9         | 13        | 13        | 19 de septiembre de 2007 | 12 de diciembre de 2007 | The CW           | 13           | Saleisha Stowers  | Chantal Jones          |
|           | 10        | 13        | 13        | 22 de febrero de 2008    | 14 de mayo de 2008      | The CW           | 14           | Whitney Thompson  | Anya Kop               |
|           | 11        | 13        | 13        | 3 de septiembre de 2008  | 19 de noviembre de 2008 | The CW           | 14           | McKey Sullivan    | Samantha Potter        |
|           | 12        | 13        | 13        | 4 de marzo de 2009       | 13 de mayo de 2009      | The CW           | 13           | Teyona Anderson   | Allison Harvard        |
|           | 13        | 13        | 13        | 9 de septiembre de 2009  | 18 de noviembre de 2009 | The CW           | 14           | Nicole Fox        | Laura Kirkpatrick      |
|           | 14        | 13        | 13        | 10 de marzo de 2010      | 19 de mayo de 2010      | The CW           | 13           | Krista White      | Raina Hein             |
|           | 15        | 13        | 13        | 8 de septiembre de 2010  | 1 de diciembre de 2010  | The CW           | 14           | Ann Ward          | Chelsey Hersley        |
|           | 16        | 13        | 13        | 23 de febrero de 2011    | 18 de mayo de 2011      | The CW           | 14           | Brittani Kline    | Molly O'Connell        |
|           | 17        | 13        | 13        | 14 de septiembre de 2011 | 7 de diciembre de 2011  | The CW           | 14           | Lisa D'Amato      | Allison Harvard        |
|           | 18        | 13        | 13        | 29 de febrero de 2012    | 30 de mayo de 2012      | The CW           | 14           | Sophie Sumner     | Laura LaFrate          |
|           | 19        | 13        | 13        | 24 de agosto de 2012     | 16 de noviembre de 2012 | The CW           | 13           | Laura James       | Kiara Belen            |
|           | 20        | 16        | 16        | 2 de agosto de 2013      | 15 de noviembre de 2013 | The CW           | 16           | Jourdan Miller    | Marvin Cortes          |
|           | 21        | 16        | 16        | 18 de agosto de 2014     | 5 de diciembre de 2014  | The CW           | 14           | Keith Carlos      | Will Jardell           |
|           | 22        | 16        | 16        | 5 de agosto de 2015      | 4 de diciembre de 2015  | The CW           | 14           | Nyle DiMarco      | Mamé Adjei             |
|           | 23        | 15        | 15        | 12 de diciembre de 2016  | 8 de marzo de 2017      | VH1              | 14           | India Gants       | Tatiana Price          |
|           | 24        | 15        | 15        | 9 de enero de 2018       | 10 de abril de 2018     | VH1              | 15           | Kyla Coleman      | Jeana Turner           |

## Asociaciones
America's Next Top Model también estuvo conectado con el programa de entrevistas de Banks, donde varias concursantes han aparecido, sobre todo Natasha Galkina (ciclo 8), quien trabajó como corresponsal del programa. El escenario del espectáculo también fue utilizado para la reunión del programa del ciclo 5.
En 2008, Banks lanzó un nuevo reality show dentro del Tyra Show, llamado Modelville que contó con los concursantes Renee DeWitt (ciclo 8), Bianca Golden (ciclo 9), Dominique Reighard, Fatima Siad y Lauren Utter (todas del ciclo 10), compitiendo por un contrato de $50,000 con Carol's Daughter. La competencia fue ganada por Dominique Reighard.
La franquicia ANTM lanzó una línea de ropa y accesorios basada en el programa de televisión, que se vende en la mayoría de las tiendas de Walmart. Va desde productos cosméticos hasta bolsos de mano. Las muñecas también fueron lanzadas basadas en el programa.

## Recepción

### Impacto en la cultura popular
El programa ha sido referido en muchas series, tales como GREEK de ABC Family, The Big Bang Theory de CBS, y Family Guy de Fox. También tuvo su propio en E! True Hollywood Story, con las anteriores concursantes Ebony Haith, Giselle Samson, Elyse Sewell (todas del ciclo 1), Adrianne Curry (ganadora del ciclo 1), Camille McDonald (ciclos 2 & 17), April Wilkner, Mercedes Scelba-Shorte (ambas del ciclo 2), Toccara Jones, Ann Markley, Amanda Swafford (todas del ciclo 3), Eva Pigford (ganadora del ciclo 3), Michelle Deighton (ciclo 4), Brittany Brower (ciclos 4 y 17), Naima Mora (ganadora del ciclo 4), Ebony Taylor (ciclo 5), Lisa D'Amato (ciclo 5 y ganadora del ciclo 17), Kim Stolz (ciclo 5) y Bre Scullark (ciclos 5 y 17), así como jueces y personajes Janice Dickinson, Tyra Banks, Nigel Barker, J. Alexander, Jay Manuel, Ken Mok y Michelle Mock-Falcon. Cubrió los primeros cinco ciclos y recientemente volvió a emitir con unos cuantos minutos añadidos de metraje que cubren los ciclos 6 a 10 y Stylista.
En 2009, Oxygen Network emitió una serie basada en el programa llamado Top Model Obsessed, con las concursantes Lisa D'Amato (ciclo 5 y ganadora del ciclo 17), CariDee English (ganadora del ciclo 7) y Bianca Golden (ciclo 9).

### Índice de audiencia
Para las temporadas de televisión de 2006-2009 y 2010-2011, America's Next Top Model fue el número 1 en el promedio de espectadores de The CW.
| Temporada (Ciclo) | Cadena | Episodios | Primera emisión          | Primera emisión            | Última emisión          | Última emisión             | Temporada de televisión | Horario (ET)                                           | Promedios de temporada | Promedios de temporada     | Promedios de temporada   |
| Temporada (Ciclo) | Cadena | Episodios | Fecha                    | Espectadores (en millones) | Fecha                   | Espectadores (en millones) | Temporada de televisión | Horario (ET)                                           | Rango de audiencia     | Espectadores (en millones) | Total 18-49 (redondeado) |
| ----------------- | ------ | --------- | ------------------------ | -------------------------- | ----------------------- | -------------------------- | ----------------------- | ------------------------------------------------------ | ---------------------- | -------------------------- | ------------------------ |
| 1                 | UPN    | 9         | 20 de mayo de 2003       | 2.90                       | 8 de julio de 2003      | 4.50                       | 2003                    | Martes 9:00 p. m.                                      | —                      | 3.66                       | 1.9                      |
| 2                 | UPN    | 11        | 13 de enero de 2004      | 4.90                       | 23 de marzo de 2004     | 5.89                       | 2003–04                 | Martes 9:00 p. m.                                      | 122                    | 6.26                       | 3.0                      |
| 3                 | UPN    | 13        | 22 de septiembre de 2004 | 3.60                       | 15 de diciembre de 2004 | 6.50                       | 2004–05                 | Miércoles 8:00 p. m.                                   | 108                    | 5.04                       | 2.4                      |
| 4                 | UPN    | 13        | 2 de marzo de 2005       | 5.08                       | 18 de mayo de 2005      | 5.11                       | 2004–05                 | Miércoles 8:00 p. m.                                   | 106                    | 5.11                       | 2.4                      |
| 5                 | UPN    | 13        | 21 de septiembre de 2005 | 4.77                       | 7 de diciembre de 2005  | 6.44                       | 2005–06                 | Miércoles 8:00 p. m.                                   | 113                    | 5.18                       | 2.5                      |
| 6                 | UPN    | 13        | 8 de marzo de 2006       | 5.26                       | 17 de mayo de 2006      | 5.86                       | 2005–06                 | Miércoles 8:00 p. m.                                   | 113                    | 4.94                       | 2.4                      |
| 7                 | The CW | 13        | 20 de septiembre de 2006 | 5.26                       | 6 de diciembre de 2006  | 6.19                       | 2006–07                 | Miércoles 8:00 p. m.                                   | 112                    | 5.16                       | 2.5                      |
| 8                 | The CW | 13        | 28 de febrero de 2007    | 5.36                       | 16 de mayo de 2007      | 5.86                       | 2006–07                 | Miércoles 8:00 p. m.                                   | 112                    | 5.28                       | 2.5                      |
| 9                 | The CW | 13        | 19 de septiembre de 2007 | 5.22                       | 12 de diciembre de 2007 | 5.50                       | 2007–08                 | Miércoles 8:00 p. m.                                   | 148                    | 4.78                       | 2.3                      |
| 10                | The CW | 13        | 20 de febrero de 2008    | 3.81                       | 14 de mayo de 2008      | 4.75                       | 2007–08                 | Miércoles 8:00 p. m.                                   | 168                    | 3.93                       | 1.9                      |
| 11                | The CW | 13        | 3 de septiembre de 2008  | 3.51                       | 19 de noviembre de 2008 | 4.84                       | 2008–09                 | Miércoles 8:00 p. m.                                   | 140                    | 4.00                       | 2.0                      |
| 12                | The CW | 13        | 4 de marzo de 2009       | 3.92                       | 13 de mayo de 2009      | 4.31                       | 2008–09                 | Miércoles 8:00 p. m.                                   | 142                    | 3.88                       | 1.8                      |
| 13                | The CW | 13        | 9 de septiembre de 2009  | 3.24                       | 18 de noviembre de 2009 | 3.69                       | 2009–10                 | Miércoles 8:00 p. m.                                   | 108                    | 3.81                       | 1.8                      |
| 14                | The CW | 13        | 10 de marzo de 2010      | 3.66                       | 14 de mayo de 2010      | 3.77                       | 2009–10                 | Miércoles 8:00 p. m.                                   | 109                    | 3.70                       | 1.7                      |
| 15                | The CW | 13        | 8 de septiembre de 2010  | 2.84                       | 1 de diciembre de 2010  | 3.36                       | 2010–11                 | Miércoles 8:00 p. m.                                   | 122                    | 3.47                       | 1.7                      |
| 16                | The CW | 13        | 23 de febrero de 2011    | 2.25                       | 18 de mayo de 2011      | 1.81                       | 2010–11                 | Miércoles 8:00 p. m. (1–8) Miércoles 9:00 p. m. (9–13) | 133                    | 2.52                       | 1.2                      |
| 17                | The CW | 13        | 14 de septiembre de 2011 | 1.96                       | 7 de diciembre de 2011  | 2.39                       | 2011–12                 | Miércoles 9:00 p. m.                                   | 142                    | 2.42                       | 1.1                      |
| 18                | The CW | 13        | 29 de febrero de 2012    | 1.17                       | 30 de mayo de 2012      | 1.42                       | 2011–12                 | Miércoles 9:00 p. m.                                   | 151                    | 1.52                       | 0.7                      |
| 19                | The CW | 13        | 24 de agosto de 2012     | 1.09                       | 16 de noviembre de 2012 | 1.34                       | 2012–13                 | Viernes 8:00 p. m.                                     | 141                    | 1.72                       | 0.7                      |
| 20                | The CW | 16        | 2 de agosto de 2013      | 1.55                       | 15 de noviembre de 2013 | 1.29                       | 2013–14                 | Viernes 9:00 p. m.                                     | 163                    | 1.66                       | —                        |
| 21                | The CW | 16        | 18 de agosto de 2014     | 1.11                       | 5 de diciembre de 2014  | 1.16                       | 2013–14                 | Lunes 9:00 p. m. (1–6)                                 | 176                    | 1.56                       | 0.6                      |
| 21                | The CW | 16        | 18 de agosto de 2014     | 1.11                       | 5 de diciembre de 2014  | 1.16                       | 2014–15                 | Viernes 9:00 p. m. (7–16)                              | 176                    | 1.56                       | 0.6                      |
| 22                | The CW | 16        | 5 de agosto de 2015      | 1.15                       | 4 de diciembre de 2015  | 1.16                       | 2014–15                 | Miércoles 8:00 p. m. (1–8)                             | 176                    | 1.59                       | 0.6                      |
| 22                | The CW | 16        | 5 de agosto de 2015      | 1.15                       | 4 de diciembre de 2015  | 1.16                       | 2015–16                 | Viernes 9:00 p. m. (9–16)                              | 176                    | 1.59                       | 0.6                      |
| 23                | VH1    | 15        | 12 de diciembre de 2016  | 1.28                       | 8 de marzo de 2017      | 0.86                       | —                       | Lunes 10:00 p. m.                                      | —                      | —                          | —                        |
| 24                | VH1    | 15        | 9 de enero de 2018       | 0.86                       | 10 de abril de 2018     | 0.87                       | —                       | Martes 8:00 p. m.                                      | —                      | —                          | —                        |

Notas
1. ↑  Esta temporada no se incluyó fuera del horario regular de la cadena de televisión, las cadenas de cable no contaron.
2. ↑  No incluido en la lista de calificaciones oficiales.

### Críticas
El sitio web de Shine de Yahoo! dijo que el programa contenía crueldad y elementos de humillación, y que algunas críticas de los jueces son «realmente crueles e indignantes», afirmando que el programa «humilla y degrada a las mujeres jóvenes». El sitio creó la lista «10 razones por las cuales America's Next Top Model es malo para las mujeres», citando cosas tales como dar a las concursantes y a las televidentes visiones poco realistas de la vida de modelo y «defender siempre el empoderamiento y la fuerza femenina y luego obligar a las concursantes a situaciones embarazosas lejos del campo de la vida real del modelaje». Una de esas situaciones destacó cuando las dos últimas concursantes del ciclo 12 «fueron obligadas a vestir unos bikinis tan cortos que los productores tuvieron que censurar la parte trasera de Allison Harvard", y realizaron una «escalofriante lucha de barro sexual», después de la cual la candidata y ganadora Teyona Anderson fue «felicitada por tomar sus extensiones y darse azotes en la pasarela como una boa de plumas sexy».
La revista  Allure criticó el programa en su número de octubre de 2006, diciendo que ANTM «no ha producido exactamente ninguna verdadera supermodelo».
Ken Mok y Banks notaron que la mayoría de las chicas del ciclo 8 eran fumadoras inusualmente fuertes. «Tyra y yo entendemos la influencia que tiene Top Model en una generación de jóvenes, y queremos asegurarnos de que recibamos el mensaje correcto a nuestra audiencia», dijo Mok, lo que provocó el tema «verde» del ciclo 9.
Se descubrió que Saleisha Stowers, la ganadora del ciclo 9, había estado en un comercial de Wendy's, en una pasarela en el ciclo 6 del programa y en un episodio de Tyra Banks Show antes de su participación. Las reglas de la competencia establecen que una concursante no debe haber aparecido como modelo en una campaña nacional durante los cinco años anteriores a la producción del ciclo en el que participan. La cadena de The CW dijo que había revisado el caso, y «después de revisar el comercial, se determinó que su apariencia no era una experiencia de modelaje y por lo tanto no la excluía de participar en el programa».
Después del rodaje del ciclo 10, los productores de America's Next Top Model recibieron una demanda de Michael Marvisi, el propietario del desván utilizado como la Top Model house. La demanda alegó que las concursantes, así como el equipo de producción, causaron un estimado de $ 500.000 en daños al desván. Marvisi afirma que las concursantes participaron en peleas por alimentos, hicieron agujeros en las paredes, causaron daños de agua al baño, dañaron una araña de 15.000 dólares que no pudo ser reparada y causaron un daño de 90.000 dólares a una tienda eléctrica. Además, el equipo de producción fue acusado de dañar el suelo y hacer agujeros en el techo para instalar los equipos de iluminación.

## Historial de emisión

### Emisiones internacionales
America's Next Top Model se emite actualmente en la televisión internacionalmente en 170 países y regiones, estas son: Australia, Reino Unido, Japón, Hong Kong, Macao, Taiwán y todo el Sudeste Asiático (excepto Timor-Leste). La siguiente tabla muestra los países y regiones que han emitido este programa:
El canal en negrita también difunde su propia versión de Top Model.
| País          | Canal                                                            | Primera transmisión                                                                                                 | Última transmisión                                          | Ciclo(s)                                  | Episodios      |
| ------------- | ---------------------------------------------------------------- | --- | ----------------------------------------------------------- | ----------------------------------------- | -------------- |
| Alemania      | VIVA                                                             | 2007 | 2011                                                        | 1–8                                       | Por anunciarse |
| Australia     | Fox8                                                             | 2004 | Presente                                                    | 1–21                                      | 137            |
| Austria       | Puls 4                                                           | 2009 | 2009                                                        | 10                                        | 13             |
| Brasil        | Sony Entertainment Television                                    | 2004 | Por anunciarse                                              | 1–17                                      | Por anunciarse |
| Bulgaria      | BTV Lady BTV Cinema GTV                                          | 2012 2011 2005 | Presente                                                    | 1–15                                      | Por anunciarse |
| Canadá        | MuchMusic CTV Two                                                | 2003 (Citytv) 2008 (CTV) 2012 (MuchMusic & CTV Two)                                                                 | 2011 (CTV)                                                  | Todos                                     | Todos          |
| Canadá        | MusiquePlus                                                      | 2008 | Presente                                                    | 4–17                                      | 182            |
| Chile         | La red Telecanal                                                 | 2008 (La Red) 2017 (Telecanal)                                                                                      | 2022                                                        | Todos                                     | Todos          |
| China         | CCTV-2                                                           | Por anunciarse | present                                                     | All                                       | All            |
| Eslovenia     | TV3 Slovenia                                                     | 2010 | 2010                                                        | Por anunciarse                            | Por anunciarse |
| Estonia       | Kanal 2 Kanal 11                                                 | Por anunciarse | 2012 2011                                                   | 1–13 1–12                                 | Por anunciarse |
| Filipinas     | Studio 23 (ahora ABS-CBN Sports+Action), ETC, Star World, Velvet | 2004 (Studio 23 ahora ABS-CBN Sports+Action), 2006 (ETC), 2006 (STAR World), 2008 (Velvet)                          | 2005 (Studio 23 ahora ABS-CBN Sports+Action), 2013 (Velvet) | Todos                                     | Por anunciarse |
| Finlandia     | Nelonen                                                          | 6 de enero de 2004                                                                                                  | Presente                                                    | 1–13                                      | Por anunciarse |
| Francia       | Téva Direct Star June                                            | 2005 (Téva) 2011 (Direct Star & June)                                                                               | 2007 (Téva) 2012 (Direct Star) Presente (June)              | 3-4 (Téva) 5–11 (Direct Star) 1-20 (June) | Por anunciarse |
| Grecia        | Skai TV                                                          | 2006 | 2013                                                        | 1–20                                      | Por anunciarse |
| Hong Kong     | TVB Pearl                                                        | 2003 | Por anunciarse                                              | Todos                                     | Por anunciarse |
| Hong Kong     | Channel V                                                        | 2003 | Por anunciarse                                              | Todos                                     | Por anunciarse |
| Hong Kong     | Star World                                                       | 2003 | Por anunciarse                                              | Todos                                     | Por anunciarse |
| India         | AXN                                                              | 2015 | Presente                                                    | 20                                        |                |
| Italia        | Sky Uno                                                          | 2007 | Presente                                                    | 1–15                                      | 169            |
| Japón         | Fuji TV, TV Tokyo, YTV, Nihon Television, TV Asahi               | 2004(C1-5 Fuji TV), 2007(C6-9 TV Tokyo), 2009(C10-11 YTV), 2011(C12-13 NTV), 2011–presente(C14 – presente TV Asahi) | —                                                           | All                                       | Por anunciarse |
| Latinoamérica | Sony Entertainment Television                                    | 2004 | Por anunciarse                                              | 1–17                                      | Por anunciarse |
| Lituania      | TV6                                                              | Por anunciarse | Por anunciarse                                              | 1–13                                      | 150            |
| Nueva Zelanda | TV3                                                              | 2004 | 2010                                                        | 1–13                                      | 215            |
| Nueva Zelanda | Four                                                             | 2011 | Presente                                                    | 14– (ciclo 21 actualmente al aire)        | 215            |
| Países Bajos  | Yorin RTL 5                                                      | 31 de mayo de 2004 18 de agosto de 2005                                                                             | 11 de agosto de 2005 —                                      | 1–4 (Yorin) 4–19 (RTL 5)                  | 202            |
| Polonia       | TVN                                                              | 8 de septiembre de 2010                                                                                             |                                                             | 1–13                                      |                |
| Portugal      | SIC Mulher                                                       | 2009 | Present                                                     | 7–22                                      | Por anunciarse |
| Puerto Rico   | WAPA-TV                                                          | 17 de agosto de 2009 20 de mayo de 2011                                                                             | 8 de septiembre de 2010 —                                   | 1–14 15–16                                | 182 —          |
| Reino Unido   | Sky Living                                                       | 2004 | Presente                                                    | 1–20                                      | 204            |
| Rusia         | Muz-TV U                                                         | 1 de febrero de 2010 17 de septiembre de 2012                                                                       | Presente                                                    | 1–20                                      | Todos          |
| Serbia        | B92                                                              | 1 de agosto de 2012                                                                                                 | present                                                     | 2–7                                       | Por anunciarse |
| Singapur      | Channel 5                                                        | Por anunciarse | Por anunciarse                                              | 1–2, 4–13, 15–16                          | Por anunciarse |
| Taiwán        | Channel V                                                        | 2005 | 2009                                                        | 3–11                                      | 141+           |
| Taiwán        | Star World                                                       | 12 de octubre de 2008                                                                                               | present                                                     | 11, 13–21                                 | 141+           |
| Ucrania       | ApexStarMediaGroup                                               | 2013 | Presente                                                    | 1 (ciclo 1 ahora al aire)                 | 26+            |
| Vietnam       | Star World                                                       | 2009 | Presente                                                    | 16– (ciclo 23 ahora al aire)              | 100+           |

### Series derivadas
En octubre de 2008, The CW anunció que había pedido un spin-off piloto de America's Next Top Model, titulado Operation Fabulous. El programa propuesto habría sido protagonizado por el director creativo de ANTM, Jay Manuel, y el entrenador de pasarela, J. Alexander, A medida que viajan por el país para proporcionar cambios de imagen a las mujeres todos los días. Tyra Banks y Ken Mok se han desempeñado como productores ejecutivos para el nuevo show. Sin embargo, The CW en última instancia, se negó a escoger el programa.

## Distribución
Hasta 2012, solo el ciclo 1 había sido lanzado nacionalmente en DVD. Esto se debe a que la licencia de vídeo casero estaba en manos de UPN y fue distribuida por Paramount Home Entertainment. Dado que la serie se produce de forma independiente, los derechos de vídeo de las temporadas restantes han estado, hasta hace poco, abiertos a la adquisición (y por lo tanto, las temporadas restantes aún no se han emitido en DVD o Blu-ray). Sin embargo, el 30 de mayo, se anunció en The CW que los ciclos 2 y 3 estaban disponibles para la pre-orden en DVD a través de nuevo licenciatario CBS Home Entertainment. Ahora están disponibles para su compra en Amazon.com

## Patrocinadores
Para el ciclo 1, Revlon patrocinó este programa con los productos y premios. Para el ciclo 2, Sephora reemplazó a Revlon como el patrocinador comercial. A través de los ciclos 3-18, CoverGirl reemplazó Sephora como la continuación en productos y premios. Para el ciclo 19, la minorista de zapatos Nine West y Smashbox patrocinaron con campañas, pero el patrocinio de cosméticos había terminado. Para el ciclo 20, Guess patrocinó una campaña publicitaria de $100.000 dólares para el ganador.

## Aparicionescrossoverde los concursantes
- En el ciclo 3, Taye Diggs de Kevin Hill apareció en el reto de actuación. Mientras que Yaya DaCosta ganó el reto, fue la ganadora del ciclo 3 Eva Pigford quien fue una estrella invitada en el programa. Más tarde protagonizó otros programas de UPN/CW como Smallville.
- Naima Mora  (ganadora del ciclo 4), Kim Stolz (ciclo 5) y Furonda Brasfield (ciclo 6) recibieron roles de estrella invitada en los episodios de Veronica Mars. Los papeles de Kim y Furonda eran camaeos en la misma serie.
- CariDee English  (ganador del ciclo 7), quien ganó el reto de actuación en el episodio 9, fue una invitada especial en un episodio de One Tree Hill, y más tarde tuvo una aparición en un episodio de Gossip Girl. English presentó el reality show de Oxygen, Pretty Wicked.
- Para el ciclo 8, Tia Mowry de The Game de The CW, le dio a las chicas un curso intensivo de actuación, aunque el «crossover» se limitó a la aparición de Mowry, ya que la ganadora del reto no recibió un papel de invitado como premio. En cambio, Renee DeWitt, quien ganó el reto, recibió una visita sorpresa de su esposo y su hijo, que compartió con Dionne Walters, cuya familia también se presentó para una visita sorpresa.
- Varias otras concursantes han interpretado papeles en otros programas de UPN/CW, tales como Mercedes Scelba-Shorte (ciclo 2), Ann Markley (ciclo 3), Toccara Jones (ciclo 3) y Cassandra Whitehead (ciclo 5).
- Analeigh Tipton y Samantha Potter (ambas del ciclo 11) fueron presentadas en un episodio de The Big Bang Theory, que contó con los personajes principales localizando la «top model house».
- En el pre-show de E! News para los 81.º Premios Óscar, cinco competidoras fueron ofrecidas modelando los vestidos del Óscar: Ambreal Williams (ciclo 9), Saleisha Stowers (ganadora del ciclo 9), Samantha Potter (ciclo 11), Nijah Harris y Natalie Pack (ambas del ciclo 12).
- El 12 de mayo de 2010, Angelea Preston, Jessica Serfaty y Simone Lewis (todas del ciclo 14) aparecieron en un segmento de Jay Walking All-Stars en The Tonight Show with Jay Leno. El 24 de febrero de 2012, Brittany Brower (ciclo 4), Bre Scullark (ciclo 5) (ambas del ciclo 17) y Lisa D'Amato (ciclo 5 y ganadora del ciclo 17) aparecieron en el mismo segmento. El 21 de noviembre de 2012, Allyssa Vuelma, Jessie Rabideau y Kiara Belen (todas del ciclo 19) también aparecieron.
- Jenascia Chakos (ciclo 2) apareció en 2010 en un episodio de Wheel of Fortune.
- Analeigh Tipton (ciclo 11) interpretó a Jessica Riley en la comedia romántica Crazy, Stupid, Love.
- Courtney Davies (ciclo 13) apareció en la serie de televisión familiar de ABC, Pretty Little Liars, como Quinn en un papel recurrente para 2 episodios en 2011.
- Leslie Mancia (ciclo 6), Lisa Jackson (ciclo 9), Aminat Ayinde (ciclo 12), Nastasia Scott (ciclo 19) y Shei Phan (ciclo 21) compitieron en Project Runway o en Project Runway All Stars como modelos emparejadas con un diseñador. Lisa (junto con la diseñadora Michelle Lesniak Franklin) fue la ganadora de la temporada 11 de Project Runway.
- Nyle DiMarco (ganador del ciclo 22) fue un concursante y posteriormente ganador de la temporada 22 de Dancing with the Stars, bailando con Peta Murgatroyd.
- Will Jardell (ciclo 21) es actualmente un concursante en un juego en línea llamado Sequester que es producido por Audrey Middleton de Big Brother.